# Гонсалес, Джозеф Виктор
Джозеф Виктор Гонсалес (Joseph Victor Gonzales) (род. 22 июня 1960 года, Куала-Лумпур) — малайзийский хореограф. В настоящее время он признанный эксперт по хореографии и интерпретации традиционных танцев в Малайзии, востребован в театре и в области танцевальной педагогики (опубликовал ряд значительных исследований и пособий).

## Краткая биография
В 1986 году окончил математическое отделение факультета естественных наук Университета Малайя. Получил хореографическое образование в Балетной школе Буша Дэвиса в Сассексе (1987—1990), лондонском Студио-Центре (1991) и в Королевской академии танца (1992) в Англии. В 2006 году окончил магистратуру в Мидлсекском университете. В 2010 году защитил докторскую диссертацию в Университете Малайя.

## Танцевальная и преподавательская деятельность
Начал танцевальную деятельность студентом, в 1981—1984 годах участвовал в хореографическом ансамбле «Кесума» Университета Малайя и при Балетной академии Фрэнсиса, а в 1984—1987 годах в Федеральной академии балета. В 1992—1994 годах — преподаватель танца в Федеральной академии балета. С 1994 — преподаватель и руководитель танцевальной группы Национальной академии искусства, культуры и наследия (АСВАРА), с 1999 — декан хореографического факультета. С 2011 года — вице-президент Танцевального альянса Юго-Восточной Азии. В 2017 году назначен профессором Гонконгской академии исполнительских искусств.

## Творчество
Участвовал в хореографических фестивалях в Куала-Лумпуре, Сингапуре, Японии, Бельгии, Индонезии, Китае, Индии, Корее, Гонконге, Австралии и Новой Зеландии. В 1993 году принимал участие в подготовке церемонии открытия XIX Международного фестиваля независимого кино в Брюсселе, а в 1998 году — XVI Игр Содружества в Куала-Лумпуре.
Его постановки можно охарактеризовать как авангардистский балет, поражающий оригинальностью идей и техники танца. Его кредо: «Танцуй и ты насладишься свободой, ибо танец — это борьба».
Работы последних лет (2007): «П. Рамли, мюзикл» (2007) во Дворце культуры в Куала-Лумпуре, «Гамлет» (2007), «Страсть» (2007) в Куала-Лумпурском центре исполнительских искусств, «Ритмы в бронзе» (2011), «Двое» (2013), «Взлёт» (2013) в Пинангском центре исполнительских искусств.

## Награды
- «За блестящие успехи» (Министерство культуры, искусства и туризма Малайзии, 2001)
- «За лучшую постановку года» (Общество любителей искусства «Каки сени», 2003—2008)
- За выдающийся вклад в развитие танцевального искусства (Академия Кшетра, 2010)
- За выдающийся вклад в развитие танцевального искусства (Ротери Клаб, 2011)
- «За блестящие успехи» (Национальная академии искусства, культуры и наследия, 2011)

## Сочинения
- Joseph Gonzales. Dancing the Malaysian. Kuala Lumpur: SIRD, 2010. ISBN 9789675832345
- Dancing Mosaic: Issues On Dance Hybridity. Mohd Anis Md Nor (Ed.). Kuala Lumpur: Cultural Centre University of Malaya & National Department for Culture and Arts, Ministry of Information, Communication and Culture, 2012. ISBN 9789670380179
- Joseph Gonzales. South East Asia report. — in: Asia-Pacific CHANNELS. Newsletter of the World Dance Alliance Asia Pacific, No. 2, December 2012. Australian Dance Council—Ausdance Inc, p. 7